# Fatal Bazooka
Fatal Bazooka — пародийная рэп-группа из Франции, а также сценический псевдоним главного вокалиста группы Микаэля Юна. Была создана в 2002 году, когда первый раз выступила в скетч-шоу «Morning Live» на канале М6. До 2006 года группа была известна под именем Bratisla Boys, чья композиция Stach Stach больше 6 месяцев была номер 1 во Франции. Затем выпустила следующие хиты: Alphonse Brown «Le Frunkp» (песня для фильма «Ля Бёз»/La Beuze, 2003), «Fous ta cagoule» (2006), «Mauvaise foi nocturne», «J’aime trop ton boule», «Trankillement» и «Parle à ma main» (2007).
О персонаже Fatal Bazooka в 2010 году снята музыкальная комедия Фаталь.

## История

### Fous ta cagoule
Первый сингл команды Fatal Bazooka, «Fous ta cagoule» («Надень балаклаву»), вышел 18 ноября 2006 года и стал суперхитом, возглавив французский национальный чарт в январе 2007, так же заняв 2 место в итоговых чартах Франции и Бельгии. Сингл также сопровождался клипом.

### Mauvaise Foi Nocturne
Следующий сингл «Mauvaise Foi Nocturne» («Ночная недобросовестность»), вышедший в марте 2007, стал пародией на песню Diam's и Vitaa «Confessions nocturnes» («Ночная исповедь»). Музыкальное сопровождение было идентичным, однако были изменены слова. Микаэль Юн в образе рэпера Фаталя пародировал персонажа Diam’s, а Pascal Obispo в образе рэпера «Виту» делал то же самое с персонажем Vitaa. Видеоклип на песню также был пошаговой пародией на клип Confessions nocturnes.
Песня получила наибольшую популярность во Франции (#3) и Швейцарии (#15).

### J’aime trop ton boule и Trankillement
Третий и четвёртый синглы группы стали пародиями на рагга-исполнителей, таких как Lord Kossity и Sean Paul.

### Parle à ma main
«Parle à ma main» («Поговори-ка с моей рукой») — пятый сингл Fatal Bazooka с альбома T’As Vu ?, также сопровождающийся клипом. Песня была исполнена Микаэлем Юном и певицей Yelle (Жюли́ Бюдэ́). Во Франции сингл вошел на 2 позицию чартов с 1 декабря 2007, потом 7 недель оставался на первом месте. Всего он держался в первой десятке 13 недель, в первой 50-ке — 16 недель, и top-100 — 19 недель. В Бельгии «Parle à ma main» держался 22 недели в top 40 с 15 декабря 2007, а в top-10 оставался 16 недель. Он достиг также некоторого успеха в Швейцарии, удерживаясь в чартах 17 недель, заняв максимальное 31 место на третью неделю, 9 декабря 2007. В 2008 песня выиграла NRJ Music Awards в категории «Музыкальное видео года».

### Ce matin va être une pure soirée
«Ce matin va être une pure soirée» («Это утро будет чисто вечеринкой») — сингл и видеоклип с участием Big Ali, PZK, Dogg SoSo и Chris Prolls, выпущенный в июне 2010 года для продвижения фильма Фаталь. Песня является пародией на песню Three 6 Mafia feat. Tiësto «Feel It».

## Номинации
- 2008: NRJ Music Awards — Лучшая французская группа
- 2008: NRJ Music Awards — Клип года («Parle à ma main») (Победа)
- 2008: Victoires de la Musique- Лучший урбан-альбом (T’as vu)
- 2008: Victoires de la Musique- Клип года (Mauvaise foi nocturne)

## Участники
- Микаэль Юн — вокал
- Венсан Дезанья — вокал
- Бенжамен Морген — вокал

## Дискография

### Студийные альбомы
- 2007 — T’As Vu?
- 2010 — Le Bestov De Fatal Bazooka

### Синглы
| Год  | Название                | Позиция | Позиция  | Позиция | Позиция | Позиция | Альбом   |
| Год  | Название                | FRA     | FRA Dig. | BEL     | EURO    | SW      | Альбом   |
| ---- | ----------------------- | ------- | -------- | ------- | ------- | ------- | -------- |
| 2006 | «Fous ta cagoule»       | 1       | 1        | 1       | 3       | 8       | T'As Vu? |
| 2007 | «Mauvaise foi nocturne» | 1       | 1        | 1       | 5       | 15      | T'As Vu? |
| 2007 | «J’aime trop ton boule» |         |          |         |         |         | T'As Vu? |
| 2007 | «Trankillement»         |         |          |         |         |         | T'As Vu? |
| 2007 | «Trankillement»         | 1       | -        | 1       | 4       | 31      | T'As Vu? |
| 2008 | «C’est une pute»        |         |          |         |         |         | N/A      |